# Teresa Vallicrosa
Teresa Vallicrosa (Sant Celoni, Vallès Oriental 14 de juliol) és una actriu catalana.
Llicenciada a l'institut del teatre, ha treballat amb nombrosos directors teatrals com Mario Gas, Joan Lluís Bozzo, Carles Alfaro o Esteve Ferrer, entre d'altres.
Ha participat en diversos muntatges d'Stephen Sondheim estrenats a l'estat Espanyol: Golfus de Roma, Sweeney Todd, Boscos Endins, Follies.
Ha rebut el Premi de l'AADPC (Associació d'actors i directors de Catalunya), a la millor Actriu Secundària pel musical Sweeney Todd, el Premi Butaca a la Millor Actriu de Musical pel musical T’estimo, ets Perfecte, ja et Canviaré, l'any 2018 Premi a la Millor Actriu de Repartiment per l'obra Els Nens Desagraïts de Llàtzer Garcia dels Premis de la Crítica de Barcelona.
L'any 2000 va guanyar el Premi Butaca a la millor actriu de musical per l'obra T'estimo, ets perfecte... ja et canviaré! i el 2015 va rebre el premi Margarida Xirgu per la seva interpretació a l'obra Yo maté a mi hija.